# Saint-Béat
Saint-Béat là một xã cũ ở tỉnh Haute-Garonne vùng Occitanie tây nam nước Pháp. Xã Saint-Béat nằm ở khu vực có độ cao trung bình 500 mét trên mực nước biển. Vào ngày 1 tháng 1 năm 2019, nó cùng Lez được sáp nhập thành xã mới Saint-Béat-Lez.